# Katherine Swift
Katherine Swift (Dublín, 1956–2004) fue una pintora, ilustradora y ceramista portuguesa que nació en Irlanda en 1956.

## Biografía
Nacida en Dublín en 1956, Swift fue la hija mayor de Patrick Swift (pintor) y Oonagh Ryan (previamente esposa de Alexis Guedroitz con quien tuvo otra hija, Ania Guédroïtz). Su tío era el artista y hombre de letras, John Ryan; su tía la actriz de cine Kathleen Ryan. Su padre le dio un retrato del poeta Patrick Kavanagh al médico, Michael Solomons, como regalo por traer al mundo a Katherine y el doctor posteriormente legó el retrato al Museo de Escritores de Dublín, donde todavía puede admirarse a día de hoy. Katherine tuvo una formación bohemia cambiando de residencia entre Dublín, Londres y el Algarve en el sur de Portugal. Katherine había mostrado habilidad para el dibujo y la pintura desde temprana edad. Su padre la enseñó y la animó. En su adolescencia asistió a un internado en Inglaterra y más tarde estudió en el Colegio de Arte de Lisboa y Londres antes de regresar al Algarve de forma permanente en 1982, cuando a su padre le diagnosticaron un tumor cerebral. Entre las personas que retrató están David Wright y su padre. Ilustró varios libros, incluida una guía de restaurantes portugueses. A lo largo de su vida, pintó a menudo el paisaje del Algarve. Durante algunos años su trabajo se inspiró en antiguas imágenes celtas e ibéricas, como se puede ver en su obra Acrobat. Swift celebró exposiciones en Dublín, Londres y el Algarve. Trabajó con diferentes técnicas, incluyendo oleos, acrílicos, tinta, acuarela y cerámica. 

## Cerámica
Porches Pottery (Olaria Algarve) Swift se involucró con la empresa de cerámica que fundó su padre, Porches Pottery, desde su fundación. Mostró un talento artístico desde temprana edad y, de niña, decoraba cerámica. Swift, como su padre, decoraba la cerámica a su libre albedrío. Tras la muerte de su padre en 1983, se hizo cargo de la dirección de Porches Pottery. En Porches se concentró principalmente en la pintura de planchas para azulejos, a la vez que también formaba a los decoradores de Porches Pottery en el estilo libre que se asocia con Porches Pottery. Estudio Cynette
A finales de los años 80 Swift fundó Estudio Destra con el ceramista Roger Metcalfe, un taller y estudio de cerámica. Estudio Destra, que sigue siendo un estudio y taller de trabajo, se encuentra en una casa judía del siglo XVI en Silves, Algarve. Silves fue una vez la capital del Algarve y una importante ciudad con pasado árabe que rivalizaba con Lisboa. Uno de los pocos edificios que sobrevivió al terremoto de 1775 en Silves fue la Catedral, iniciada en el siglo XIII y finalizada durante el siglo XV, el edificio que actualmente es sede del Estudio Destra.
En Estudio Destra, Swift se especializó en pintar planchas para azulejos. Aquí estaba para "ganar reputación internacional como pintora de cerámica. Las espléndidas obras de Kate son interpretaciones libres de antiguos diseños ibéricos, islámicos y preislámicos. Cada pieza es única y no se utilizan plantillas ni cualquier otro tipo de técnica de reproducción". Swift y su estudio protagonizaron un documental en la televisión nacional portuguesa.
Swift murió en 2004.